# Epanterias
Epanterias amplexus
Genre
Epanterias est un genre éteint douteux de grands dinosaures théropodes du Jurassique supérieur (étages Kimméridgien-Tithonien), découvert dans la formation de Morrison au Colorado.
Il a été décrit par Edward Drinker Cope en 1878. L'espèce type et seule espèce est : Epanterias amplexus.

## Découverte

Comparaison de taille d’Epanterias (le plus grand), d'un humain, et de différents spécimens d’Allosaurus.

Ce genre est basé sur les restes regroupés maintenant sous la référence AMNH 5767, comprenant trois portions de vertèbres, une apophyse coracoïde et un métatarsien.

## Description
Compte tenu du spécimen décrit par Cope en 1878, le paléontologue Robert Bakker estime que la longueur de cet animal était d'une douzaine de mètres, soit l'équivalent de l'un des plus grands exemplaires de Tyrannosaurus rex.

## Classification
Bien que Cope ait pensé qu'il s'agissait d'un sauropode, l'animal s'est révélé ensuite être un théropode. En 1988, Gregory S. Paul a reclassé l'animal comme appartenant à une grande espèce d’Allosaurus, Allosaurus amplexus et d'autres auteurs sont allés plus loin et ont considéré cet individu comme un simple Allosaurus fragilis de grande taille,.
En 2010, Gregory S. Paul et Kenneth Carpenter ont signalé que le spécimen de E. amplexus provient de strates de la Formation de Morrison plus récentes que celles ayant livré Allosaurus fragilis et donc qu'il est « probablement dans un taxon différent ». Ils ont aussi considéré que la diagnose de son holotype n'était pas tranchée et ont ainsi désigné Epanterias comme un nomen dubium. Epanterias aurait donc vécu selon les paléontologues à la toute fin du Jurassique pendant une courte période d'environ 1,5 million d'années.